# 菲氏麂
菲氏麂（学名：Muntiacus feae）也称林麂，一种分布于缅甸和泰国交界地区的哺乳动物，隶属于鹿科麂属。

## 发现
意大利探险家莱奥纳尔多·费亚（Leonardo Fea）于1887年3月27日在英属缅甸的丹那沙林山脉采集到一头雄性菲氏麂。1889年英国学者奥德菲尔德·托马斯和意大利学者贾科莫·多里亚（Giacomo Doria）首次报道了本种，以发现者的姓氏作为新种的种加词。

## 形态特征
菲氏麂的体型大小与黑麂（Muntiacus crinifrons）或赤麂（Muntiacus muntjak）相仿，体长约104厘米，尾长约15厘米，体重20千克左右。身体背部及侧面毛黑色，毛尖为棕色，四肢接近为黑色，鼠鼷部及后肢内侧白色。尾背黑色，腹面白色。角干长于角柄。

## 分布
菲氏麂主要分布于缅甸和泰国交界的丹那沙林山脉地区。中国曾在西藏东南部和云南西部发现过标本。

## 保护
本种于2023年被收录入《有重要生态、科学、社会价值的陆生野生动物名录》。